# Область залива Сан-Франциско

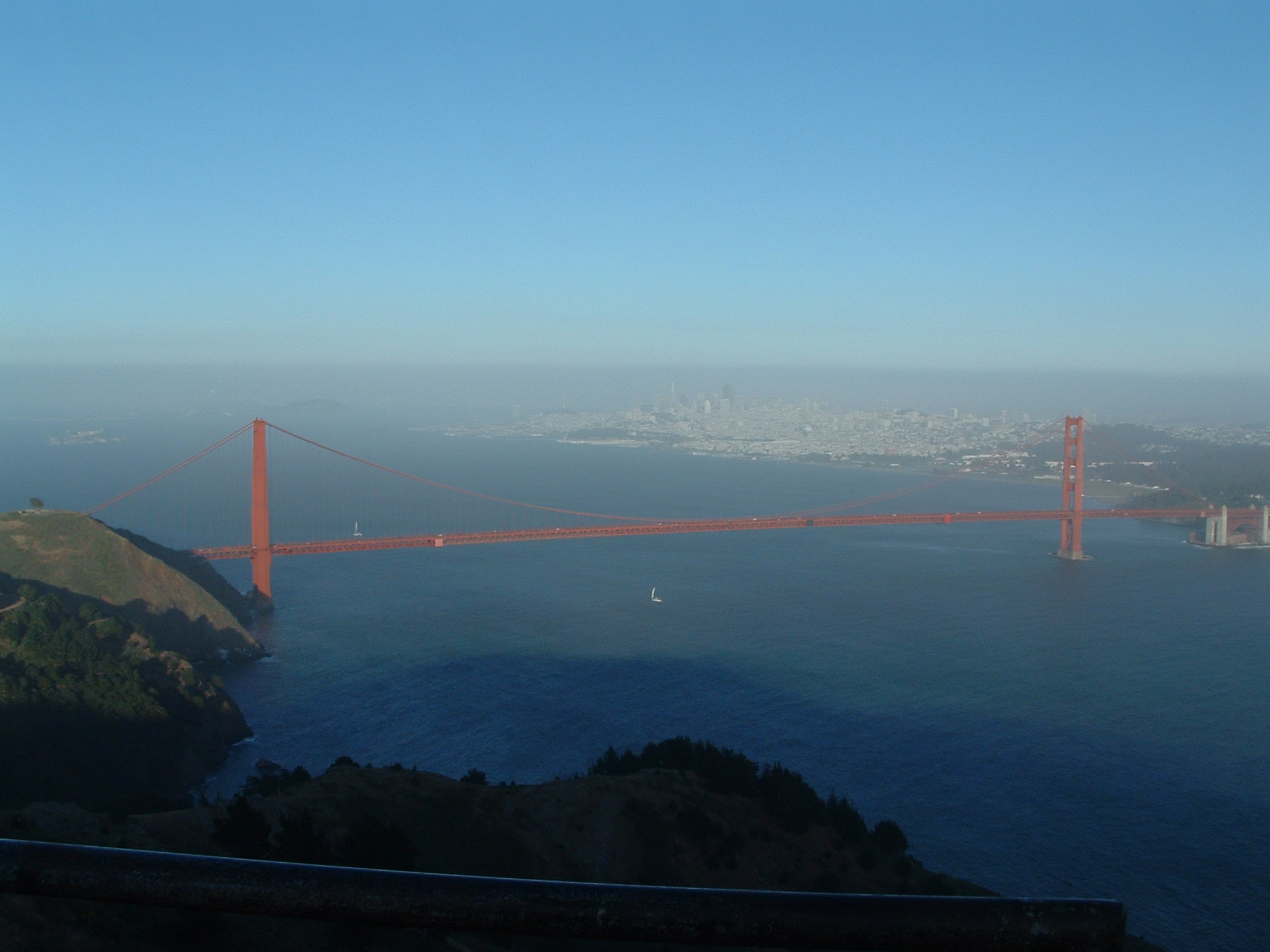
Вид на залив, город Сан-Франциско и мост «Золотые Ворота»

О́бласть зали́ва Сан-Франци́ско (англ. San Francisco Bay Area, также The Bay Area или коротко The Bay — «Залив») — крупный консолидированный метрополитенский статистический ареал (агломерация-конурбация) в Северной Калифорнии, сформировавшийся вокруг залива Сан-Франциско и названный его именем. В конурбации проживает около 8 млн человек. Многочисленные города, поселения, военные базы, аэропорты, парки и заповедники конурбации расположены на территории девяти округов штата и соединены плотной сетью автомагистралей, пригородно-городского метро BART и железных дорог.
В южной части выделяется Кремниевая долина.
В отличие от обычной агломерации, агломерация залива Сан-Франциско является полицентрической конурбацией, включающей несколько крупных городских центров. Сан-Франциско долгое время был крупнейшим городом в конурбации, однако после 1990 года крупнейшим по населению стал Сан-Хосе. Конурбация залива считается пятой по численности населения в США (после Нью-Йорка, Лос-Анджелеса, Чикаго и конурбации Вашингтона — Балтимора).

## История

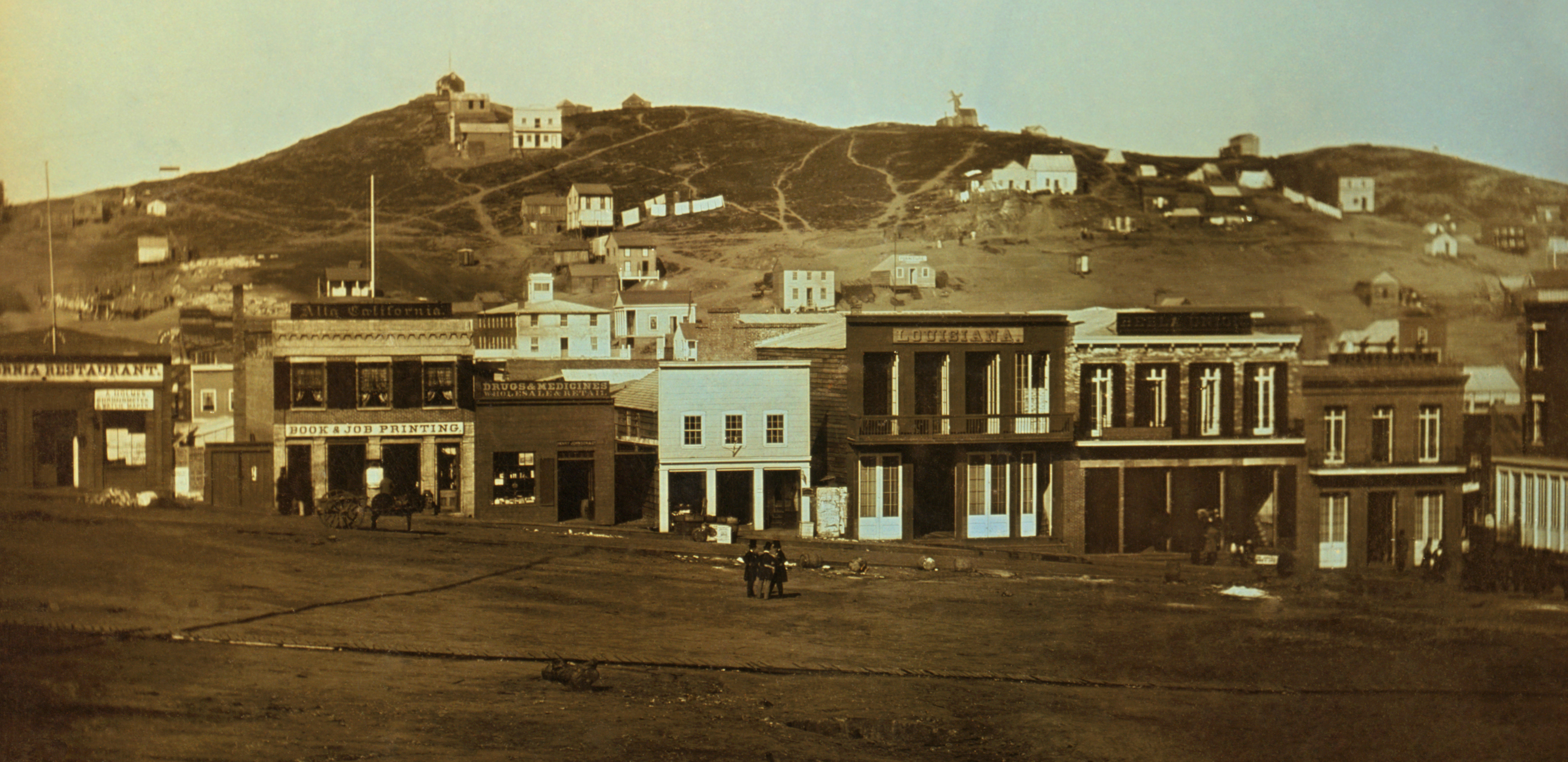
Область залива какое-то время контролировалась Мексикой, пока Джон Берриен Монтгомери не захватил Сан-Франциско во время американо-мексиканской войны и не поднял американский флаг над Портсмутской площадью.

Самые ранние археологические свидетельства человеческого обитания в районе залива датируются примерно 10 000 годом до нашей эры (курган ракушек Койот-Хиллз) вдоль берегов залива, причем свидетельства указывают на еще более раннее поселение в Пойнт-Рейесе в округе Марин. Люди мивокан и костаноан олоне, жившие в районе залива во время первого контакта с Европой, возможно, произошли от сибирских племён, которые прибыли примерно в 1000 году до нашей эры, переплыв Северный Ледовитый океан и следуя за миграцией лосося. Олоны жили примерно в сорока племенах, разбросанных по землям, прилегающим к заливу Сан-Франциско, и на юге до Пойнт-Сура близ залива Монтерей.
В июне 1579 года сэр Фрэнсис Дрейк высадился в заливе Дрейкс близ Пойнт-Рейеса. Несмотря на то, что он утверждал, что этот регион для королевы Елизаветы I является Новым Альбионом, англичане не предприняли никаких действий в ответ на это требование. В ноябре 1595 года испанская исследовательская партия во главе с Себастьяном Родригесом Сороменхо также высадилась в заливе Дрейкс и объявила этот регион для короля Испании Филиппа II Пуэрто-и-Баия-де-Сан-Франциско.
Сам залив Сан-Франциско оставался неизвестным для европейцев до тех пор, пока члены экспедиции Портолы, путешествуя вдоль побережья Калифорнии, не столкнулись с ним в 1769 году, когда залив заблокировал их дальнейшее путешествие на север. В 1806 году испанская экспедиция во главе с Габриэлем Морагой начала в Пресидио, отправилась к югу от залива, а затем на восток, чтобы исследовать долину Сан-Хоакин. В 1821 году Мексика получила независимость от Испании, и район залива стал частью мексиканской провинции Альта-Калифорния. Период, характеризующийся жизнью на ранчо и посещением американских трапперов. Однако, контроль Мексики над этой территорией будет недолгим, и в 1846 году партия поселенцев заняла площадь Сонома и провозгласила независимость новой Республики Калифорния. В том же году началась американо-мексиканская война, а капитан Джон Берриен Монтгомери вошел на американском корабле «Портсмут» в залив и захватил Сан-Франциско, который тогда был известен как Йерба Буэна, и впервые поднял американский флаг над Портсмутской площадью.

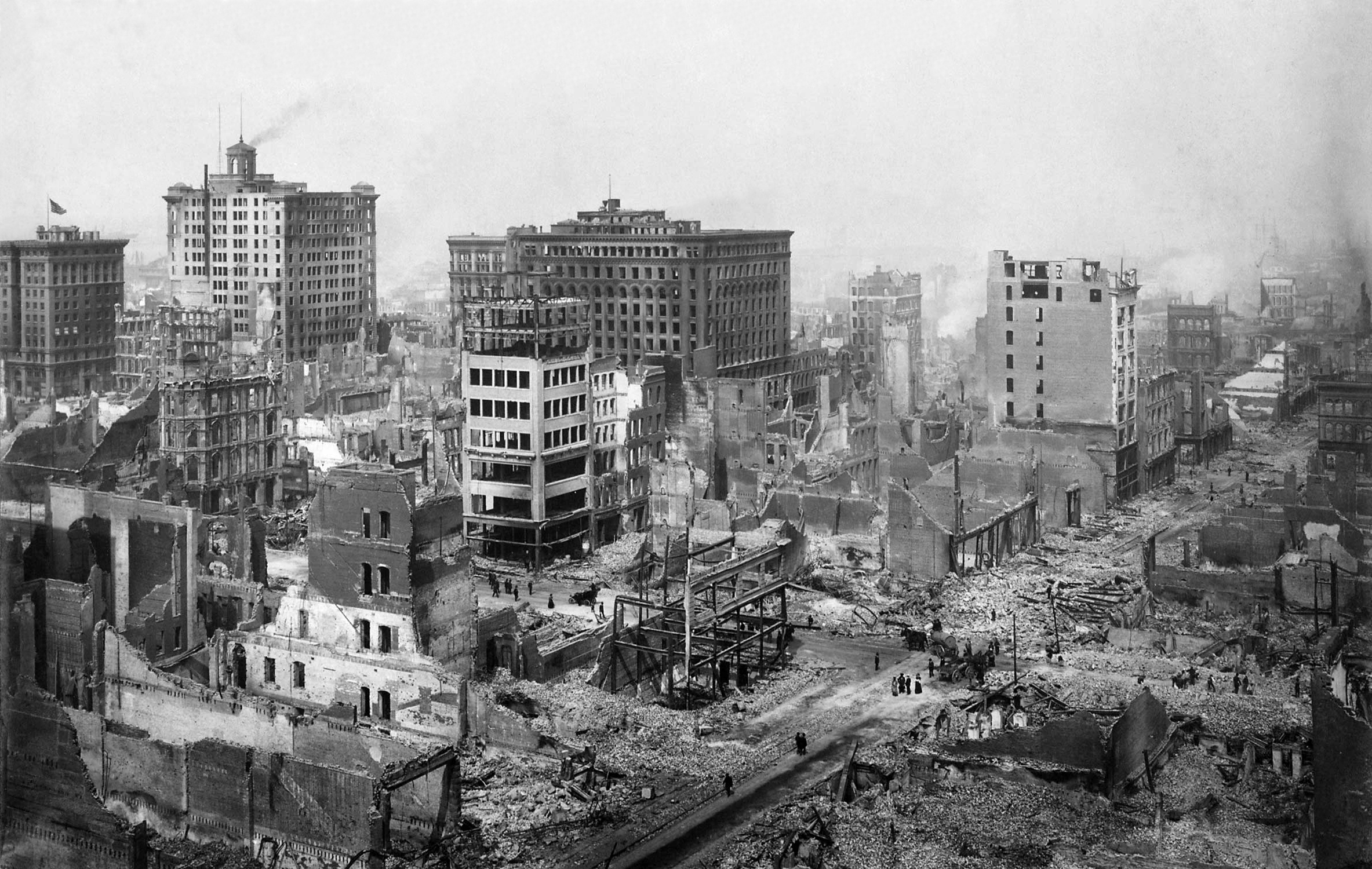
Повреждённые здания после землетрясения в Сан-Франциско 1906 года

В 1848 году нахождение Джеймсом Маршаллом золота в Американской реке вызвало Калифорнийскую золотую лихорадку. В течение полугода 4000 человек искали золото вдоль реки и находили 50 000 долларов в день. Обещание баснословных богатств быстро привело к паническому бегству искателей золота, спускающихся на мельницу Саттера. Население района Залива быстро истощилось, поскольку рабочие, клерки, официанты и слуги присоединились к стремлению найти золото. Первая газета Калифорнии была вынуждена объявить о временном замораживании новых выпусков из-за нехватки рабочей силы. К концу 1849 года новости распространились по всему миру, и вновь прибывшие хлынули в район залива, включая первый большой приток китайских иммигрантов в США Спешка была настолько велика, что суда были брошены сотнями в портах Сан-Франциско, когда экипажи устремились к золотым приискам. Беспрецедентный приток новоприбывших привел к тому, что зарождающиеся правительственные органы ослабли, а военные не смогли предотвратить дезертирство. В результате для обеспечения порядка были сформированы многочисленные группы бдительности, но многие из них поставили перед собой задачу насильственного перемещения или убийства местных коренных американцев. К концу Золотой лихорадки две трети коренного населения были убиты.
В то же время был созван конституционный съезд, чтобы определить, претендует ли Калифорния на статус штата. После того, как была предоставлена государственность, столица переместилась между тремя городами в районе залива: Сан-Хосе (1849—1851), Вальехо (1851—1852) и Бенисия (1852—1853), прежде чем окончательно обосноваться в Сакраменто в 1854 году. Строительство Первой Трансконтинентальной железной дороги от Оклендской Длинной пристани привлекло так много рабочих из Китая, что к 1870 году восемь процентов населения Сан-Франциско было азиатского происхождения. Завершение строительства железной дороги соединило район залива с остальной частью Соединенных Штатов, создало поистине национальный рынок для торговли товарами и ускорило урбанизацию региона.
Ранним утром 18 апреля 1906 года в регионе произошло сильное землетрясение с эпицентром недалеко от города Сан-Франциско. Непосредственные оценки потерь в результате операций по оказанию помощи армии США составили 498 смертей в Сан-Франциско, 64 смерти в Санта-Розе и 102 в Сан-Хосе или его окрестностях, в общей сложности около 700 человек. По оценкам более поздних исследований, общее число погибших превысило 3000 человек, а более 28 000 зданий были разрушены . Немедленно начались восстановительные работы. Амадео Питер Джаннини, владелец Банка Италии (ныне известного как Банк Америки, Bank of America), сумел извлечь деньги из хранилищ своего банка до того, как в городе вспыхнули пожары. Его банк был единственным с ликвидными средствами, которые были легко доступны. Он сыграл важную роль в выделении средств на восстановление.

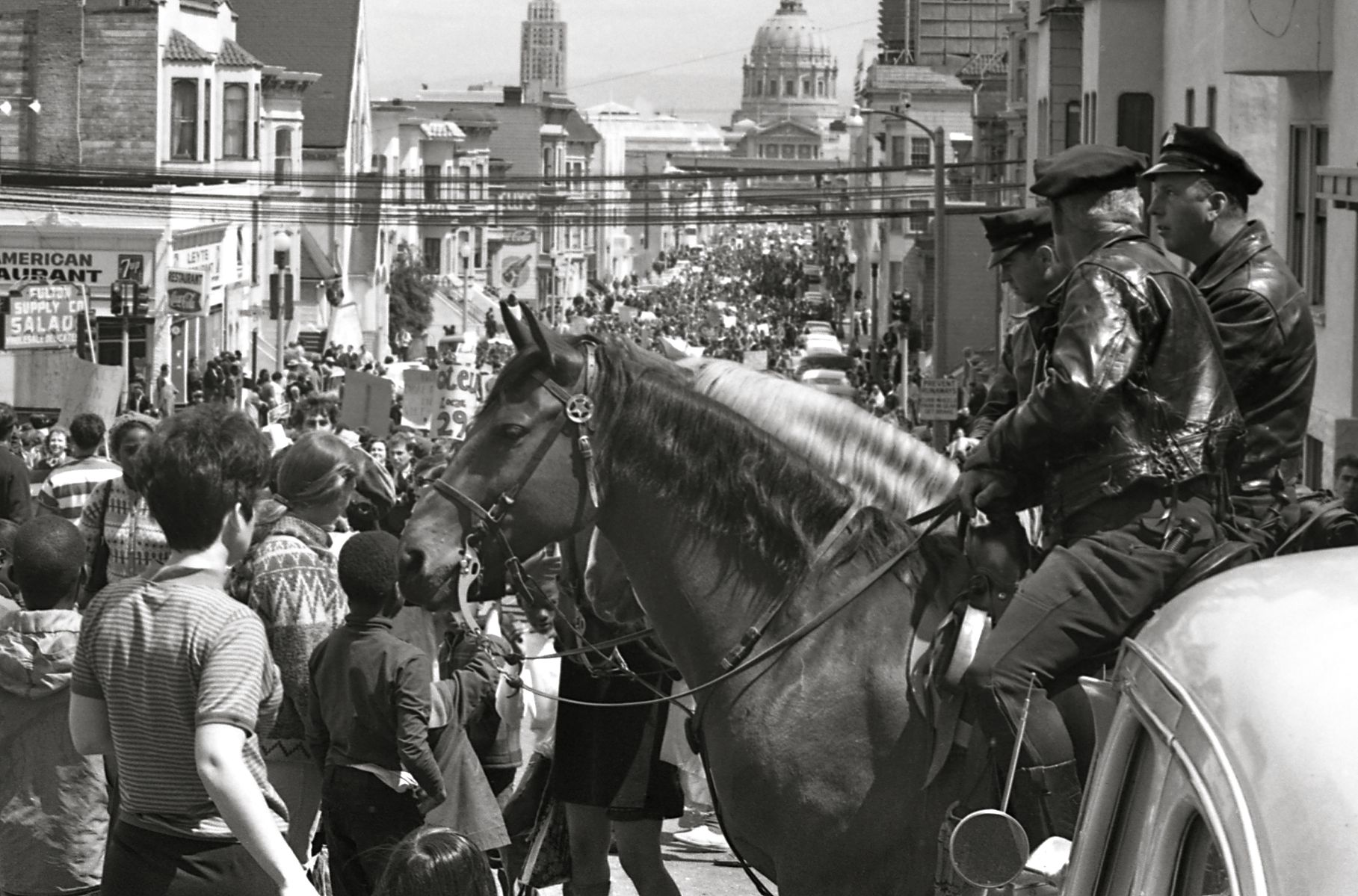
Конный полицейский наблюдает за маршем протеста против войны во Вьетнаме в Сан-Франциско в 1967 году.

Конгресс немедленно одобрил планы строительства водохранилища в долине Хетч-Хетчи в Национальном парке Йосемити, план, который они отвергли несколькими годами ранее, который теперь обеспечивает питьевой водой 2,4 миллиона человек в районе залива. К 1915 году город был достаточно восстановлен и рекламировал себя миру во время Панамской Тихоокеанской выставки в том году, хотя последствия землетрясения ускорили потерю доминирующего статуса региона в Калифорнии в столичном районе Лос-Анджелеса.
Во время краха фондового рынка 1929 года и последующей экономической депрессии ни один банк в Сан-Франциско, не потерпел краха, в то время как регион пытался стимулировать рост рабочих мест, одновременно осуществляя два крупных инфраструктурных проекта: строительство моста Золотые ворота, который соединит Сан-Франциско с округом Марин, и моста Бэй, который соединит Сан-Франциско с Оклендом и Ист-Бэй . После вступления Соединенных Штатов во Вторую мировую войну в 1941 году район залива стал крупным внутренним военным и военно-морским узлом, с крупными верфями, построенными в Саусалито и через Ист-Бэй для строительства кораблей для войны.усилия, и Форт-Мейсон, выступающий основным портом посадки для военнослужащих, отправляющихся на Тихоокеанский театр военных действий. После войны Организация Объединенных Наций была зафрахтована в Сан-Франциско, чтобы помочь предотвратить разрушения, которые произошли за последнее десятилетие, и в сентябре 1951 года в Сан-Франциско был подписан Сан-Францисский договор о восстановлении мирных отношений между Японией и союзными державами, который вступил в силу год спустя. В годы, непосредственно последовавшие за войной, в районе залива наблюдалась огромная волна иммиграции по мере увеличения населения по всему региону. В период с 1950 по 1960 год Сан-Франциско принял более 100 000 новых жителей, население внутренних пригородов в Ист-Бей удвоилось, население Дейли-Сити выросло в четыре раза, а население Санта-Клары-в пять раз.
К началу 1960-х годов район залива и остальная часть Северной Калифорнии стали центром контркультурного движения. Телеграф-авеню в Беркли и район Хейт-Эшбери в Сан-Франциско рассматривались как центры активности, а хитовая американская поп-песня San Francisco (Обязательно носите цветы в волосах) еще больше привлекла единомышленников присоединиться к движению в районе залива и привела к Лету любви. В последующие десятилетия район залива укрепится как очаг активности новых левых, студенческой активности, оппозиции войне во Вьетнаме и другим антивоенным движениям. В то же время Сан-Хосе и остальная часть Южного залива начали быстро развиваться, поскольку он начал переходить от экономики, основанной в основном на сельском хозяйстве, к рассаднику высокотехнологичной промышленности. Фред Терман, директор сверхсекретного исследовательского проекта в Гарвардском университете во время Второй мировой войны, присоединился к преподавательскому составу Стэнфордского университета, чтобы перестроить инженерный факультет университета. Его ученики, в том числе Дэвид Паккард и Уильям Хьюлетт, позже помогут начать революцию в области высоких технологий в регионе. В 1955 году Шокли Полупроводниковая лаборатория открылась для бизнеса недалеко от Стэнфорда, и, хотя бизнес-предприятие потерпело финансовый крах, это была первая полупроводниковая компания в районе залива, и таланты, которые она привлекла в регион, в конечном итоге привели к высокотехнологичному кластеру компаний, позже известному как Кремниевая долина⅝.
В 1989 году, в разгар матча Мировой серии между двумя бейсбольными командами района Залива, произошло землетрясение в Лома-Приета, которое нанесло значительный ущерб инфраструктуре, включая разрушение моста через залив, главного связующего звена между Сан-Франциско и Оклендом. Несмотря на это, технологическая промышленность района Залива продолжала расширяться, а рост в Кремниевой долине ускорился, что перепись населения Соединенных Штатов подтвердила в том году, что Сан-Хосе обогнал Сан-Франциско по численности населения. Коммерциализация Интернета в середине десятилетия быстро создала спекулятивный пузырь в высокотехнологичной экономике, известный как пузырь доткомов. Этот пузырь начал рушиться в начале 2000-х годов, и отрасль продолжала сокращаться в течение следующих нескольких лет, почти уничтожив рынок. Таким компаниям, как Amazon.com и Google однако удалось пережить крах, и после возвращения отрасли к нормальной жизни их рыночная стоимость значительно возросла.

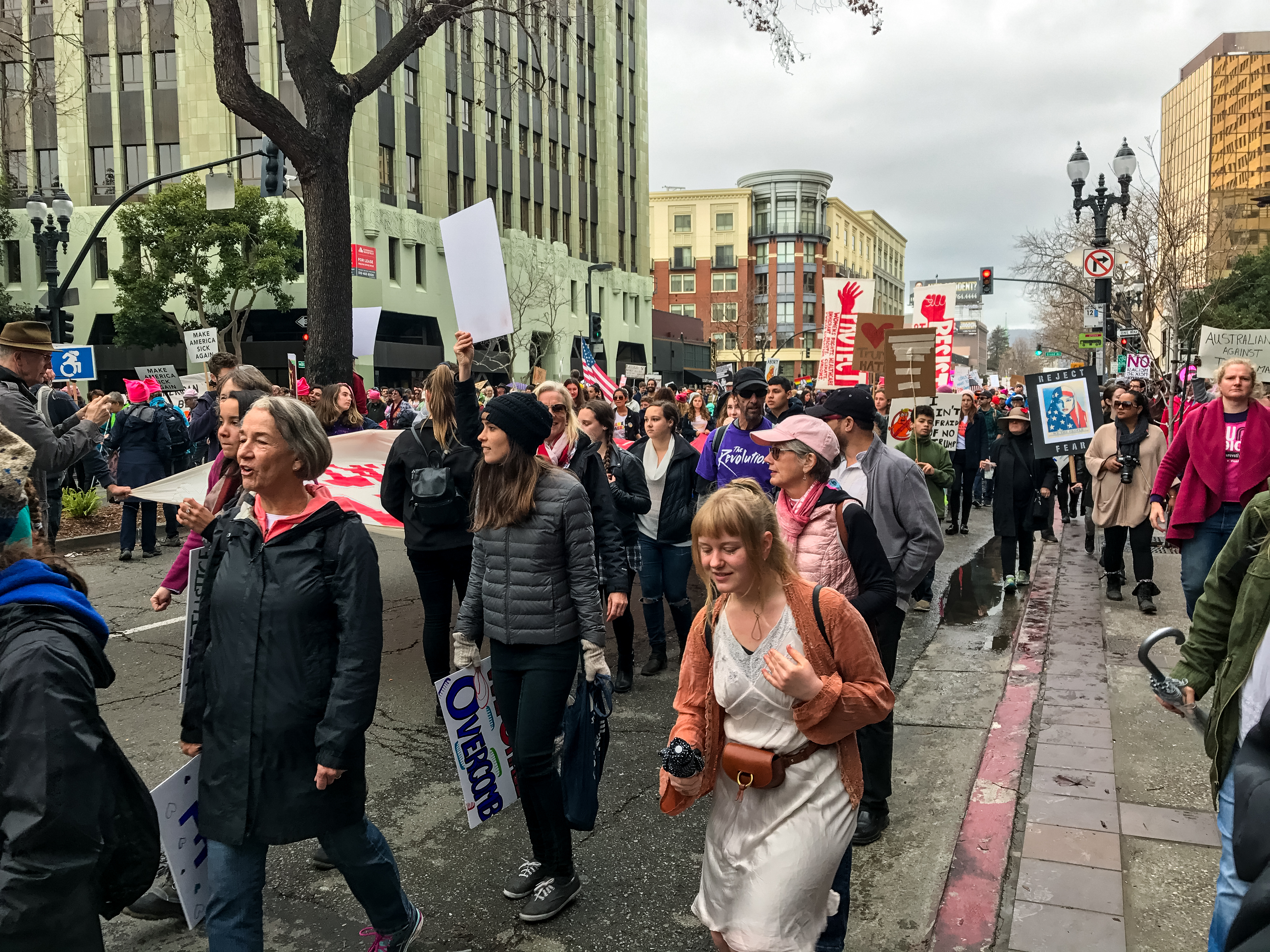
Женский марш 2017 года в Окленде. Другие политические митинги были проведены в тот же день во многих других местах по всему району залива, чтобы привлечь внимание к прогрессивным политическим причинам и выступить против президентства Дональда Трампа.

Даже по мере того, как рост технологического сектора трансформировал экономику региона, прогрессивная политика продолжала определять политическую обстановку в регионе. На рубеже тысячелетий испаноязычные белые, крупнейшая этническая группа в Соединенных Штатах, составляли лишь половину населения в районе залива, поскольку иммиграция среди групп меньшинств ускорилась. В течение этого времени район Залива был центром движения за права ЛГБТ: в 2004 году Сан-Франциско начал выдавать лицензии на брак однополым парам, впервые в Соединенных Штатах, и четыре года спустя большинство избирателей в районе залива отклонили предложение Калифорнии 8, которое стремилось конституционно ограничить брак для пар противоположного пола, но в конечном итоге прошло по всему штату. Район залива также был центром спорных протестов по поводу расового и экономического неравенства. В 2009 году афроамериканец по имени Оскар Грант был смертельно ранен сотрудниками полиции быстрого транзита в районе залива, что вызвало массовые протесты по всему региону и даже беспорядки в Окленде, и чье имя было символически связано с протестами «Оккупируй Окленд» два года спустя, которые были направлены на борьбу с социальным и экономическим неравенством.
После инаугурации Дональда Трампа в качестве президента Соединенных Штатов в 2017 году район Залива стал центром сопротивления его администрации, начиная с широко распространенных протестов в сочетании с общенациональным женским маршем днем позже, за которым последовали частые публичные распри между Трампом и различными политическими, культурными и деловыми деятелями района Залива по вопросам расы и иммиграции.
16 марта 2020 года в ответ на пандемию COVID-19 в районе залива Сан-Франциско все жители шести округов были обязаны местными органами здравоохранения выполнять приказы о пребывании на дому в соответствии с приказом о предоставлении убежища на месте, первым таким приказом, изданным в Соединённых Штатах. Жители, которые были найдены снаружи и не были бездомными, искали экстренную помощь или медицинскую помощь или получали необходимые продукты, такие как продукты питания, совершали правонарушения в соответствии с приказом. Позже орден был расширен, чтобы охватить весь штат Калифорния три дня спустя.

## Округа, города и поселения
Города, выделенные полужирным шрифтом — столицы округов.

### Округа
- Аламида (Alameda County)
- Контра-Коста (Contra Costa County)
- Марин (Marin County)
- Напа (Napa County)
- Сан-Франциско (San Francisco County)
- Сан-Матео (San Mateo County)
- Санта-Клара (Santa Clara County)
- Солано (Solano County)
- Сонома (Sonoma County)

### Города с населением больше 200 000 (в 2007 году)
- Сан-Хосе, 973 672
- Сан-Франциско, 808 844
- Окленд, 415 492
- Фримонт, 211 662

### Города с населением от 100 000 до 200 000
| - Антиок (Antioch) - Беркли (Berkeley) - Конкорд (Concord) - Дейли-Сити (Daly City) - Фэрфилд (Fairfield) - Хэйворд (Hayward) | - Ричмонд (Richmond) - Санта-Клара (Santa Clara) - Санта-Роза (Santa Rosa) - Саннивейл (Sunnyvale) - Вальехо (Vallejo) |